# 가와니시촌 (히로시마현)
가와니시촌(川西村)은 히로시마현 후타미군에 있던 촌이다. 현재의 세라정, 미요시시의 일부에 해당한다